# Jitro (Person)
Jitro (hebräisch יִתְרוֹ; auch: Jethro oder Jetro) ist in der Tora, den biblischen Fünf Büchern Moses, der (nicht-jüdische) Priester von Midian und Schwiegervater des Mose. 

## Darstellung der Person
Jitro wird auch mit anderem Namen genannt – Reguel/Reguël (Ex 2,18 ), immer aber als Priester von Midian eingeführt. Reguels Sohn Hobab wird als Schwager von Mose vorgestellt (Ri 4,11 ; Num 10,29 ). Demnach hatte Jitro ein kultisches Führungsamt im Stamm der Midianiter, eines Volkes von kriegerischen Nomaden. Diese lebten östlich des Golfs von Akaba, durchstreiften aber weite Wege auf ihren Feldzügen. In ihrem Hauptgebiet wird der Gottesberg Horeb vermutet, der erst viel später mit dem Berg Sinai im Süden der Sinaihalbinsel identifiziert wurde. 
Nach Ex 2,16  hatte Jitro sieben Töchter, deren älteste, Zippora, er Moses zur Frau gab. Nahe dem Bergheiligtum der Midianiter, wo Jitro sein Priesteramt versah, begegnete Mose nach Ex 3  erstmals im Brennenden Dornbusch dem Gott JHWH, den die Israeliten beim Auszug aus Ägypten als ihren Befreier aus der ägyptischen Sklaverei erfuhren. 
An diesen Berg führte Mose nach Darstellung des 2. Buch Mose sein befreites Volk später zurück. Nach Ex 18  riet Jitro ihm dazu, unbestechliche Richter einzusetzen und ihnen die Rechtsprechung für das Volk zu überlassen, also kultische von juristischen Aufgaben zu trennen. Zugleich bekannte er mit einem Opfer für den Gott der Israeliten: Jetzt weiß ich: JHWH ist größer als alle Götter. (Ex 18,11a )

## Parascha
Nach Jitro ist die gleichnamige Parascha, Jitro, benannt – einer der Leseabschnitte der Tora, die fortlaufend an den Sabbaten des Jahres gelesen werden. Sie umfasst die Kapitel Ex 18,1 -20,23  und enthält unter anderem die Zehn Gebote.

## Andenken
Jitros Grabstätte wird im verlassenen Dorf Hittin von den Drusen verehrt, die in ihm einen Verkünder des verborgenen Gottes sehen.

## Rolle im Islam
Im Islam heißt Jitro Shuʿayb, Schuʿayb oder Shoaib (arabisch شعيب Schu'aib, DMG Šuʿayb ‚Derjenige, der den rechten Weg zeigt‘). Er gilt als einer der 25 Propheten. Er wird elf Mal im Koran namentlich erwähnt, oft parallel zu den Missionen der Propheten Lut, Noah, Hūd und Salih. Shuʿayb war der Prophet für das Volk Madyan, das „Volk des Holzes“ (Sure 26:176). Er predigte ihnen den Islam, doch sie bezichtigten ihn der Lüge, woraufhin sie vernichtet wurden – nach Sure 7:91 durch ein Erdbeben, nach Sure 26:176 durch die „Pein der Überschattung“.

## Verfilmungen
Jitro wird in einigen Spielfilmen über die Geschichte Israels und des Mose von folgenden Filmschauspielern dargestellt:
- 1956: Die Zehn Gebote (D: Eduard Franz)
- 1975: Moses – Der Gesetzgeber (D: Shmuel Rodensky)
- 1980: Oh, Moses! (D: Richard B. Shull)
- 1996: Die Bibel – Moses (D: Philip Stone)
- 1998: Der Prinz von Ägypten (D: Danny Glover) (nur Stimme)
- 2000: Am Anfang (D: Alan Bates)
- 2006: Die Zehn Gebote (2006) (D: Omar Sharif)
- 2014: Exodus: Götter und Könige (D: Kevork Malikyan)